# Детективное агентство «Лунный свет»
«Детекти́вное аге́нтство „Лу́нный свет“» (англ. Moonlighting) — американский детективный сериал с элементами комедии, пародии и гротеска, транслировавшийся на телеканале ABC с 1985 по 1989 год. Всего в эфир вышло 5 сезонов, составивших 66 эпизодов. В названии имеет место игра слов: «Moonlight» означает лунный свет, а на жаргоне — дополнительный приработок, халтура. В главных ролях снялись Сибилл Шеперд и Брюс Уиллис.

## Сюжет
Основное действие происходит в Лос-Анджелесе, в детективном агентстве «Голубая луна», расположенном на 20 этаже в офисе номер 2016. Топ-модель Мэдди Хэйз, известная по рекламе шампуня «Голубая луна», была обманута управляющим, который сбежал со всеми её деньгами в Южную Америку. Всё, что у неё осталось — это её дом, красота и интеллект, а также несколько убыточных фирмочек (магазинчик «Краски для ногтей», студия фамильных портретов, магазин спортивных принадлежностей и т. п.). Остро нуждаясь в деньгах, она решает закрыть эти фирмы. В этот список входит также детективное агентство «Городские ангелы», однако его управляющий Дэвид Эддисон убеждает владелицу не закрывать агентство, а взяться самой управлять им. Так Мэдди Хэйз оказывается вовлечена в работу детектива. Слежка за неверными мужьями, поиск пропавших людей, разоблачение убийц — все, что угодно, лишь бы заработать на жизнь. Агентство «Городские ангелы» становится агентством «Голубая луна».

## Характерные черты
Сериал делится на пять сезонов, каждый из которых представляет собой в той или иной степени завершенный цикл. Так, характерное отличие первого сезона — это детективные лейтмотивы историй. Но начиная со второго на первый план начинают выходить отношения главных героев. Характерной чертой сезона можно признать «неправильность» сценариев — именно во втором сезоне начинаются предваряющие вступительные титры и обращенные к зрителям реплики главных персонажей от своего лица, именно в этот сезон в наибольшей степени («рождественская» серия, заключительная серия, вставки в некоторых остальных, но столь масштабно это более не повторяется) герои общаются с телезрителем напрямую. В третьем сезоне с одной стороны много фантасмагоричных серий (см. описание), с другой — начинаются любовные линии Мэдди-Сэм и Мэдди-Дэвид. В третьем же сезоне появляется четвёртый заметный персонаж агентства — Герберт Виола. Четвёртый сезон — это развитие интимных отношений Мэдди и Дэвида.
Примечательно, что специфику первых трёх сезонов характерно отражают причёски Дэвида: если в первом у него опущенные на лоб и отпущенные сзади волосы, во втором — короткие сзади и зачесанные наверх спереди, а что он сделал с ними в третьем — совершенно непонятно: они стали реже и торчком, причём не по всей голове. Стоит отметить, что совершенно лысому в настоящий момент Брюсу Уиллису в начале первого сезона «Лунного света» уже был 31 год. В четвёртом сезоне его причёска была чем-то средним между вторым и третьим, хотя волос явно стало меньше.
Главным содержанием сериала можно считать противостояние характеров двух главных героев сериала — Мэдлин Хэйз и Дэвида Эдисона, а также драматические и одновременно комичные ситуации, в которые главные герои попадают. Собственно детективная линия в сюжетах часто отсутствует или проходит вторым планом.
Характерная особенность — изрядная доля гротеска. Постоянно используется прием «разрушения четвёртой стены». По ходу действия в сцену могут вмешаться продюсеры сериала и другие работники съемочной группы, действие вдруг переносится из мизансцены на территорию киностудии; герои при очередном повороте сюжета начинают обсуждать сценарий или вспоминать прошлое в терминах серий и сезонов; когда по сюжету Дэвид Эдисон неизвестно куда исчезает, прямо в декорациях «Голубой луны» проходит кастинг на нового исполнителя его роли. Героев как бы извне посещают реальные знаменитости (Рэй Чарльз, Опра Уинфри) или вымышленные герои (Рокки Бальбоа), чтобы дать житейский совет или вдохновить на подвиг и т. п. Порой проигрывается несколько вариантов развития событий, обычно в представлении Дэвида и Мэдди; в одной из таких серий Дэвид стал на время «другим человеком» — идеалом Мэдди — и играл его другой актёр. Многие эпизоды и даже целые серии решены, как пародия или стилизация под другие популярные жанры: классический детектив в духе Агаты Кристи, фильм нуар, мюзикл, триллер, юмористическое шоу времен черно-белого телевидения, фильм-катастрофа, патриотический боевик, вестерн или кинохроника 1940-х годов. Одна из серий завершается шутовским представлением — якобы из-за забастовки сценаристов героям приходится на ходу сочинять отсебятину, чтобы заполнить экранное время (сами сценаристы сидят тут же под забастовочными плакатами). Эпизод «Atomic Shakespeare» и вовсе представляет собой бурлескный пересказ комедии Шекспира «Укрощение строптивой»: Дэвид здесь стал Петруччио, а Мэдди, естественно, Катариной.
Характерны разговоры (которые зачастую перерастают в перебранки) Дэвида и Мэдди в автомобиле. Они всегда снимаются под одним ракурсом — отдельно и анфас Дэвид, отдельно — Мэдди, и впервые камера переключается лишь в 11 серии 4 сезона, когда Мэдди кладёт руку на руку Дэвида. Рядовые работники агентства почти никогда ничем не бывают заняты, кроме офисных вечеринок и собственных склок — кроме, разве что, Агнес ДиПесто и Герберта Виолы. Также в сериале очень мало афроамериканцев — главный патологоанатом, полицейский (4 сезон, 5 серия), Санта-Клаус (3 сезон, 8 серия), бухгалтер (4 сезон, 4 серия) и один из сотрудников фирмы — крайне мало, если учитывать нынешнюю обстановку с политкорректностью в США, на 43 серии. Впервые эта тема поднимается в 6 серии 4 сезона, причём в духе современных взглядов на данную проблему.

## Персонажи

### Дэвид Эддисон
Дэвид — весельчак и балагур — лицензированный частный детектив, шеф детективного агентства «Голубая луна», главный герой телесериала. Его профессиональное кредо — «немного домыслов, немного наблюдений и анализ» (4 сезон, 2 серия). Он прекрасно руководит агентством: его любят подчинённые, не досаждают власти… и клиентов почти нет. С появлением Мэдди всё меняется: появляются клиенты, проблемы, и даже кое-какая прибыль. Дэвид ценит неформальную обстановку в агентстве, шутит и веселится, и вместе с тем рьяно отстаивает интересы сотрудников (при том, что сотрудники чаще всего просто бездельничают: официальный девиз агентства «кто не работает — тот ест» [англ. No work and pay] — 4 сезон, 7 серия), которых называет «нашей дружной лунной семейкой» (4 сезон, 12 серия). Он всегда против попыток Мэдди сократить штат. Верит в Бога (2 сезон, 13 серия и 3 сезон, 5 серия), однако хочет, чтобы его кремировали (3 сезон, 6 серия).
Полное имя Эддисона — Дэвид Эддисон-младший (3 сезон, 1 серия). У Дэвида есть отец — владелец рыболовной компании, который в сериале повторно женится, и брат Риччи — неудачливый предприниматель, такой же авантюрист, как Дэвид. Дэвид родился и вырос в Филадельфии (4 сезон, 6 серия). Он так и не окончил колледж (3 сезон, 12 серия), подрабатывал барменом, сразу после школы женился (3 сезон, 6 серия), однако довольно быстро развёлся. Он учился в школе для мальчиков, ходил в драматический кружок и не стеснялся играть женские роли (3 сезон, 15 серия). Однажды Дэвид отправился в Лас-Вегас, напился и проколол левое ухо, чтобы носить в нём маленькую свинью на цепочке (2 сезон, 15 серия). Дэвид — образец политкорректности, что однажды спасло ему жизнь (4 сезон, 6 серия). Эддисон холерик, он вносит сумбур в отношения персонажей и дополнительную интригу в расследования.
Отношение Дэвида к Мэдди поначалу выглядит неоднозначно: они сильно повздорили в момент личного знакомства, когда Мэдди впервые посетила собственное агентство. С другой стороны, есть повод думать, что Дэвиду она очень нравится. Впоследствии он скажет: «Она вошла в мой кабинет — и я сразу подумал: это перст судьбы» (4 сезон, 6 серия). Однажды он намекает об этом брату; в другой серии кладет на стол Мэдди розу с запиской в знак примирения (хотя в итоге отказывается от этой мысли). Когда его чуть не сажают по ложному обвинению в убийстве, Дэвид и Мэдди очень горячо прощаются (2 сезон, 15 серия). Иногда Дэвид пытается говорить с Мэдди по душам: когда плачет (2 сезон, 15 серия) или когда много пьет (3 сезон, 1 серия). Линия отношений Дэвида и Мэдди проходит через весь сериал, внося в него интригу, и в определённый момент становится доминирующей. В конце третьего сезона становится очевидно, что Дэвид очень любит Мэдди (3 сезон, 11-12 серии) (что подтверждается в том числе и альтернативной историей (3 сезон, 8 серия), однако боится ей в этом признаться (3 сезон, 12-14 серии). Лучше всего отношение Дэвида к Мэдди можно описать его же собственными словами:

Каждый Божий день я вижу её на работе. И каждый день кто-нибудь приходит и рассказывает, что его жена от него сбежала и он хочет отсудить у неё машину. А я смотрю на неё: вот она сидит рядышком — и понимаю, что из четырёх миллиардов людей, населяющих планету, лишь с ней одной готов дожить до старости. Но Мэдди этого мало. Ей нужно время. Что ж, я готов ждать… Я в лепёшку расшибался, свой характер, свою гордость, всего себя я бросил к ногам этой женщины. Я пытался стать хорошим, и вот однажды ночью я иду к ней с тем, чтобы объясниться и сказать, как люблю её, я хочу жениться, хочу подарить ей небо в алмазах — и вот тебе на: там другой мужчина. Да-да, другой мужчина. Ну и что, подумаешь! Я терпеливо жду, пока она решит для себя кто из нас двоих ей нужнее — и наконец она выбирает и мы проводим сказочный месяц. А однажды я просыпаюсь, а её нет — бац, и всё. А потом я узнаю, что она… в Чикаго. Чуть позже я узнаю, что она ждёт ребёнка — то ли от меня, то ли от него. Я понимаю, она растеряна, хочет скрыться, она не знает, кто отец — но она даже не собиралась поставить меня в известность. А что делаю я? Седлаю коня и бросаюсь в бой? нет. Я иду домой и жду, потому что она так велела: жду. Я жду, потому что люблю её до безумия. Жениться? Да, чёрт побери — но она мне отказала, так что не надо делать из меня злодея, не надо меня винить. Люблю ли я её? Да, я жизнь готов за неё отдать.
— 4 сезон, 7 серия

### Мэдлин Хэйз
Мисс Хэйз, или Мэдди, как все её называют, — бывшая фотомодель, разорённая бухгалтером-управляющим, который украл доверенные деньги и скрылся в Аргентине. Она родом из Чикаго (4 сезон, 2 серия), там же училась в колледже (3 сезон, 12 серия). Мэдлин около 35 лет (2 сезон, 15 серия и 3 сезон, 15 серия). Адвокат Мэдди посоветовал ей закрыть все предприятия — в том числе и детективное агентство — чтобы спастись от банкротства. Однако Дэвид Эддисон благодаря обаянию, настойчивости и случаю не только отговаривает Мэдди от идеи продать агентство, но и увлекает её детективными делами. Мэдди молчаливо примиряется с перспективой небольшого дохода и даже отказывается снова продать агентство за солидные деньги (2 сезон, 9 серия). Дэвид, в свою очередь, считает её слишком рациональной (3 сезон, 2 серия).
Мэдди часто отказывается от сомнительных заказов по моральным соображениям. Она не верит в Бога (2 сезон, 13 серия): «даже если Бог существует, разве религия может улучшить мир?» (3 сезон, 5 серия).
У Мэдди есть родители, и они очень хотят внуков (2 сезон, 14 серия). Она не любит дни рождения (2 сезон, 13 серия), зато любит понедельники (2 сезон, 15 серия) и когда-то ходила к психоаналитику (3 сезон, 5 серия). Мэдлин ложится спать в десять часов, выплачивает ипотеку за свой дом и всеми силами пытается добиться преуспевания агентства. Ей не нравятся постоянные шуточки Дэвида, и они часто ссорятся. Дэвид нередко доводит Мэдлин до белого каления, что не мешает ей соглашаться с его доводами. Примечательно, что впервые Мэдди напоминает Дэвиду, что она — «босс», только в конце второго сезона (2 сезон, 15 серия).
Личная жизнь Мэдлин, несмотря на её весьма привлекательную внешность, не слишком насыщенна. Она периодически обедает с поклонниками (пилотная серия), однако почти всегда недовольна (3 сезон, 3 серия). Когда к Мэдди приезжает её старый друг астронавт Сэм (3 сезон, 11 серия), она чуть было не соглашается стать его женой (3 сезон, 13-14 серия). Однако Сэм уезжает, так и не дождавшись ответа, и Мэдди остаётся с Дэвидом, которому по неосторожности признаётся в любви (3 сезон, 14 серия). Развитие их отношений занимает значительное место в сериале (вторая половина третьего — начало четвёртого сезона). Впоследствии Мэдди скажет Дэвиду: 

О том, что у нас с тобой было, можно написать роман. Может, мне не хватило смелости, может — силы. Но если в эпилоге про нас напишут, что мы так и не поженились и не имели детей, мне страшно. Потому что наша любовь была — и будет — выше этих уз и этих обетов. Она у нас в сердце и в душе. Об этом знаешь ты и знаю я.— 4 сезон, 11 серия
 Тем не менее любовь Мэдди к Дэвиду не мешает ей сначала уступить ухаживаниям Сэма (3 сезон, 12 серия), а затем выйти замуж за совершенно неизвестного человека (4 сезон, 10-11 серии). Также ничто — даже самые нежные и проникновенные признания — не отменяет постоянных ссор Мэдди с Дэвидом: она говорит, что «он бесчувственный, как унитаз… и такой же тёплый» (4 сезон, 12 серия).

### Агнес ДиПесто (в русской озвучке — Топесто)
Агнес — секретарша, работает в агентстве «Голубая луна» по её собственному выражению, «живым автоответчиком» (2 сезон, 12 серия). Как говорит Мэдди, она «досталась им по наследству» (3 сезон, 4 серия). Все называют её мисс ДиПесто; она первой приходит на работу и она — первая, кого видят посетители. Агнес родилась в Бейкерсфилде (4 сезон, 8 серия), у неё есть мать-пенсионерка. Живёт на улице Надежды (2 сезон, 12 серия) в квартире номер 203 (4 сезон, 8 серия), носит красную пижаму (2 сезон, 10 серия), «ничего особенного не делает с причёской» (2 сезон, 12 серия), накладывает на ночь маску из авокадо (4 сезон, 5 серия) и любит конфитюр. Обычно Агнес отвечает на служебные телефонные звонки стихами — причём их текст никогда не повторяется. Данная особенность у неё семейная (4 сезон, 8 серия). Тексты с напоминаниями на стикерах, которые крепятся на стенку холодильника, ДиПесто также рифмует (2 сезон, 10 серия). Когда у неё проблемы, она приходит за советом к Дэвиду (3 сезон, 14 серия).
У неё долгоиграющий служебный роман с Гербертом Виолой (начался в 5 серии 3 сезона), хотя иногда она жалеет об этом: «кажется, я в нём ошиблась» (4 сезон, 8 серия). На свадьбе Мэдди Агнес была подружкой невесты и «поймала» букет (4 сезон, 12 серия). ДиПесто любит читать детективы и каждый новый год подводит итог прожитой жизни (2 сезон, 12 серия). Она кажется инфантильной и поверхностной, однако обладает способностью к анализу и часто приходит к верному и проницательному логическому выводу (серии с «детективным поездом» и со шпионским кодом). Это положение подтверждает ещё и тот факт, что Агнес, высказывая своё мнение, очень точно и чётко мотивировала свой взгляд на отношения Мэдди и Дэвида: 

Понимаете, каждое утро мы встаём, лезем под душ, трясёмся в машине по пути на работу, отсиживаем своё, уходим — и пытаемся найти силы назавтра всё это повторить. Что движет нами — не знаю. Ясно, что не деньги. И вряд ли желание быть сыщиками. Послушайте, о чём говорят ваши сотрудники — они почти никогда не обсуждают кто по их мнению кого убил. Они обсуждают вас и его. В мире не осталось почти ничего настоящего: мы пьём кофе, разводя его какой-то белой жижей, но это не молоко. Мы делаем покупки по каталогу и получаем вещи, ничуть не похожие на картинки. Мы говорим по телефону — а потом люди оказываются не такими, как мы думали. Но вы, оба — не знаю… Мне нравилось, когда вы ссорились. Мне нравилось когда вы мирились. Мне нравилось быть рядом с вами, я не думала, что вы непременно поженитесь и не верила, что вы можете выбрать кого-то другого. Я думала: «вот оно — настоящее»…— 4 сезон, 11 серия
Также на первый взгляд Агнес кажется мягкой (что как правило так), однако в критических ситуациях она способна проявлять не слабохарактерность, а моральную твёрдость: заслуженно отчитывает Дэвида (4 сезон, 7 серия) или кричит на Берта (4 сезон, 8 серия). Мисс ДиПесто — незаурядный характер, по необычности, возможно, не уступает Дэвиду Эдисону.

### Герберт «Берт» Виола
Впервые Герберт появляется в середине третьего сезона. Он сразу очень понравился Агнес, и она буквально бегала за ним. Затем их отношения приобрели несколько более спокойный характер. Герберт пел ей серенады и носил на руках (4 сезон, 5 серия), обещал ей небо в алмазах (4 сезон, 9 серия) и признавался, что Агнес — из тех женщин, с которыми хотелось бы прожить жизнь (3 сезон, 12 серия). Вместе с тем, характер Виолы неоднозначен: в рождественском сне, альтернативной истории, приснившейся Мэдди (3 сезон, 8 серия), Герберт предстаёт человечным и совестливым, в сериале мы сначала знакомимся с ним как с одним из безголосых сотрудников (3 сезон, 5-6 серии), затем выясняется, что он посещает злачные места (3 сезон, 11 серия), что он честолюбив и пристрастен к внешнему лоску (3 сезон, 10 серия), что хочет быть за главного (4 сезон, 3 серия), что когда он становится за главного, то упивается и злоупотребляет властью (4 сезон, 5-6 серии), что не гнушается проблемы с подчинёнными решать с помощью кнута (4 сезон, 7 серия). Незадолго до прихода в агентство Герберт купил машину (3 сезон, 11 серия), а однажды он не смог заказать стриптизёршу на мальчишник, и решил сам станцевать в женском платье, когда все напьются (4 сезон, 12 серия). Когда он предложил ДиПесто жить вместе, то наврал сослуживцам про неё с три короба, что очень сильно обидело Агнес (4 сезон, 13 серия). В целом Берт обладает сложным, противоречивым, шумным и экспрессивным характером.

## Подбор исполнителей
По сообщению американского кабельного канала The Biography Channel, который потратил на освещение этой новости порядка десяти минут, Брюс Уиллис был высоко оценён Гленом Гордоном Кэроном, у которого был спор с ABC по поводу утверждения Уиллиса на главную роль, в то время как подпись Сибилл Шепард уже имелась под контрактом на две пилотные серии.
Кэрон выбрал Уиллиса, просмотрев около трети из 2000 актёров, поняв, что это нужный парень сразу, но споря с продюсерами АВС так долго, что они успели провести вдвое больше фотопроб и актёрских чтений, пока не убедил их дать предварительное одобрение отобрать Уиллиса для пилотной серии.
ABC — утверждает Кэрон — не верили, что кто-то может поверить в возможность существования какого-либо «правдоподобного» сексуального напряжения между Шепард и Уиллисом.
В то же время Кэрон был занят на постановке чёрной комедии (англ. dramedy) «Синий колледж» (англ. College Blues) и был заинтересован в привлечении туда Уиллиса на главную роль «клёвого» декана колледжа, пытающегося совмещать личную жизнь и академическую карьеру, а также сглаживать шалости своего старого студенческого братства.
Однако Уиллис определённо был больше заинтересован в сериале «Лунный свет».
Тогда Кэрон попытался привлечь Джона Риттера на главную роль в «Синем колледже», однако Риттер уже был завербован в сериал «Хупермэн», и таким образом проект был благополучно закрыт.
Сериал был досаждаем производственными проблемами с самого начала и это способствовало приобретению дурной славы из-за постоянных повторов. Так, в первых двух сезонах «Лунного света», в которых всё внимание было сосредоточено в основном на двух главных персонажах, они появлялись практически в каждой сцене. Как говорила Сибилл Шепард,

Я возвращалась домой в пять утра каждый день. Сценарий «Лунного Света» насчитывал почти сотню страниц для одночасовой телевизионной серии. Почти сразу с того момента, как камера начинала снимать, мы начинали отставать от графика, иногда завершая меньше шестнадцати серий за сезон, и никогда не достигая стандартных двадцати двух.

Глен Гордон Кэрон обвинял Сибилл Шепард за часть проблем с производством сериала:

Я совсем не хочу изображать её единоличной виновницей всех разногласий. Вот если бы я сказал вам: «Вы получите великолепную новую работу — это важная и определяющая работа во всей вашей жизни — но вы должны работать 14-15 часов в день и между прочим вы никогда не будете знать, сколько часов работа займёт — и иногда вы будете начинать в полдень и работать до трёх часов ночи, а остальное время вы до самой последней минуты не будете знать когда или где вы проведёте». Может статься, что вам это будет очень трудно и потребует удивительного запаса стойкости. Однако это будет проще сделать, если вы всё ещё на пути в звёзды — но достаточно трудно для уже состоявшейся звезды, если она достигла больших высот.

Продюсер Джей Дэниэл рассказывал о трудностях между главными исполнителями в последних сезонах:

Ведь я был тем парнем, который в большинстве случаев вынужден был входить в логово львов, когда между ними был разлад. Я был как будто арбитром, пытающимся разрешить споры чтобы мы могли вернуться к работе, была у съёмок и такая сторона. Каждый знает о трениях между двумя нашими главными актёрами на съёмочной площадке.
Поначалу Брюс был просто парень как парень. Давайте скажем, что он эволюционировал, что ли. За несколько лет он прошёл путь от лучшего друга команды и человека, который просто благодарен за возможность работать и тому подобное, до осознания того, что он хочет стать кинозвездой и двигаться и развиваться дальше. Частично это было из-за его натянутых отношений с Сибилл, которые иногда превращали съёмочную площадку в очень неприятное место. Сибилл — а я подчас отлично с ней уживался — часто вынуждала меня звать её из трейлера и просить приступить наконец к работе. Справедливости ради стоит сказать, она была на стуле гримёра с половины седьмого утра со страницами диалога, которого она до того никогда не видела — и она работала очень много часов, и затем снова возвращалась в кресло в половину седьмого на следующее утро.

Отставания от графика были так велики, что даже сам телеканал ABC высмеивал задержки в своих рекламных кампаниях, показывая отвечающих за вещание продюсеров канала, сидящих в корпоративном офисе и с нетерпением ожидающих прибытия новых серий.
Особенностью одной серии было присутствие говорящего вступительное слово телевизионного критика Джеффа Джарвиса, саркастически напоминающего зрителям сюжет предыдущих серий и как много времени прошло, пока они ждали новую серию.
В третьем сезоне мы можем увидеть серию («Из достоверных источников»), в которой голливудский журналист Рона Барретт приходит в агентство «Голубая луна», чтобы понять, почему Дэвид и Мэдди не могут поладить, и это используется как мотив включения в серию кусочков предыдущих серий.
В конце Рона убеждает их извиниться друг перед другом и обещает телезрителям, что в последующие недели будут показаны совершенно новые серии.
Даже с продвижением остальных звёзд сериала, ослабляющим нажим на Шепард и Уиллиса, многие другие факторы были причиной проблем: задержки с написанием сценария, беременность Шепард и сломанная в результате катания на горных лыжах ключица Уиллиса.
Для борьбы с этими проблемами с четвёртого сезона писатели начали уделять больше внимания персонажам Элис Бисли и Кёртиса Армстронга, написав несколько серий, где основное внимание сосредоточено на них — так что у сериала появилось достаточное количество серий, готовых к показу.

## Рейтинги и их снижение
Хотя сериал «Детективное агентство „Лунный свет“», согласно рейтингам аналитической компании A.C.Nielsen company, был хитом в ранние сезоны (и был номинирован во втором сезоне на 16 премий Эмми), рейтинги стали снижаться после окончания третьего сезона, в котором Мэдди и Дэвид довели до логического завершения свои трёхлетние с переменным успехом романтические отношения. Однако множество фанатов шоу и значительное число критиков не соглашалось с тем, что развитие любовной истории Мэдди и Дэвида знаменует собой закат сериала. Глен Гордон Кэрон в своих комментариях к третьему сезону на DVD также отрицал, что сериал в результате известных событий клонится к своему закату. Однако всё же были факторы, которые могли сыграть на снижение рейтингов шоу и возможное прекращение сериала из-за перерастания «романтических» отношений главных героев в нечто большее.
В четвёртом сезоне у Уиллиса и Шепард было мало совместного экранного времени. Джей Дэниэл объяснял это следующим образом: «Мы делали серии, в которых не было Сибилл. Она ждала двойню. Её сцены были коротки и прежде, а потом мы просто соединяли их со сценами, снятыми неделями ранее. Вы увидели эти сцены из-за того, что они подошли и уже были сняты с Сибилл». Брюс Уиллис был также в то время занят в «Крепком орешке». Когда этот фильм собрал хорошую кассу, его стала манить кинокарьера и желание сниматься в еженедельном сериале пошло на убыль. В тех сериях четвёртого сезона, в которых лейтмотивом были отношения между двумя главными персонажами, они не всегда присутствовали вместе на площадке во время съёмок, что весьма негативно повлияло на рейтинг.
Сериал потерял Глена Гордона Кэрона в качестве исполнительного продюсера и главного сценариста, когда он оставил «Лунный свет» после трудностей с производством сериала: «Я не думаю, что Сибилл понимала, как трудно выполнить и организовать весь объём работ. Ситуация возникла с ней, и в определённый момент стало совершенно ясно, что… эммм… достаточно сказать, что меня не было там последние полтора года».
Когда Мэдди возвращается в Лос-Анджелес ближе к концу четвёртого сезона, сценаристы устали вновь и вновь создавать напряжение между Мэдди и Дэвидом, придумав спонтанную свадьбу Мэдди с Уолтером Бишопом (которого сыграл Деннис Дуган) через несколько часов после встречи с ним в поезде из Чикаго в Лос-Анджелес. Этот поворот широко критиковался как циничное и скудно исполненное развитие сюжета, как попытка создания искусственного любовного треугольника и привёл к большим потерям рейтинга.